# Чистое (кордон, Воронежская область)
Чистое — упразднённый кордон, находившийся в подчинении администрации пгт Краснолесный городского округа город Воронеж Воронежской области России. В 2008 году включён в состав посёлка Краснолесный и исключён из учётных данных.

## География
Располагался на территории Воронежского заповедника, на южном берегу озера Чистое, на расстоянии приблизительно 1,5 км по прямой к северо-западу от окраины посёлка Краснолесный.

## История
Возник как лесной кордон заповедника.

## Население
Согласно результатам переписи 2002 года,  в населённом пункте проживало 4 человека, в том числе русские составляли 100 % населения.